# Кшиштоф Тишкевич (чернігівський воєвода)
Кши́штоф Тишке́вич (пол. Krzysztof Tyszkiewicz Łohojski herbu Leliwa; 1615 (?) — 1666) — державний, політичний і військовий діяч Речі Посполитої. Представник шляхетського роду Тишкевичів гербу Леліва.
Від батька успадкував 1631 року Кодненську волость. Мав маєтки у Бердичеві, Кодні, Махновці, Войславиці. 

## Життєпис
- Чернігівський воєвода (1658–1660)
- Київський підчаший (1646-1649)
- Житомирський староста (1649-1655)
- Королівський полковник
- Учасник Хмельниччини (1648—1657), а також Північної (1655—1660 рр.) та московсько-польської (1654—1667 рр.) воєн.
- Заснував 1644 року августинський монастир у Кодні.

## Родина
Син берестейського воєводи Яна-Остафія Тишкевича та Софії Вишневецької гербу Корибут. 
Одружений з Оленою Федорівною Воронич гербу Павенза. Мав сина Юрія (помер бездітним) та Федора (Теодора). 